# RenderMan
RenderMan — программный продукт, пакет программ, промышленный стандарт рендеринга для 3D-анимации. В частности существует как стандарт описания трёхмерных данных для их последующей визуализации, так и как отдельно стоящий рендер, выпущенный в последнее время под тем же названием.
RenderMan создан компанией Pixar и используется с 1986 года многими известными анимационными студиями и студиями специальных визуальных эффектов.

## Технические детали
В большинстве случаев реализация стандарта RenderMan — это комплекс программ, вызываемых из командной строки и играющих определённую роль в процессе рендеринга. Стандарт различает понятия файлов описания сцены и геометрии — RIB-файлов, и файлов описания материалов — SL-файлов, или шейдеров. Все эти файлы имеют простой текстовый формат, описанный в спецификации. Файлы шейдеров представляют собой мини-программы на сильно упрощённом диалекте языка C.
Существуют коннекторы к большинству программ 3D-моделирования: Autodesk Maya, Houdini, Blender.
Начиная с 23 марта 2015 года студия Pixar начала бесплатное распространение полнофункциональной версии RenderMan для некоммерческого использования.

## Применение в производстве
RenderMan использован в следующих фильмах (фильмы с использованием RenderMan. Дата обращения: 20 января 2013. Архивировано 11 февраля 2013 года.):
- Аватар (2009)
- 2012 (2009)
- ВАЛЛ-И (2008)
- Гарри Поттер и Орден Феникса (2007)
- В гости к Робинсонам (2007)
- Пираты Карибского моря: На краю Света (2007)
- Рататуй (2007)
- Человек-паук 3 (2007)
- Лови волну! (2007)
- Трансформеры (2007)
- Форрест Гамп (1994)
- Интервью с вампиром: Хроника жизни вампира (1994)
- Король лев (1994)
- Маска (1994)
- Скорость (1994)
- Правдивая ложь (1994)
- Парк юрского периода (1993)
- Аладдин (1992)
- Чужой 3 (1992)
- Звёздный путь 6 (1991)
- Терминатор 2: Судный день (1991)
- Люксо-младший (1986)

## Награды
RenderMan получил две премии Оскар за научно-технические достижения.

## Основные реализации рендеров в стандарте RenderMan
- 3Delight
- Angel
- AQSIS
- ART
- BMRT
- Entropy
- Gelato (почти RM совместим)
- Pixie
- RenderDotC
- RenderMan Pro server (PRMan)